# Elophos jugicolaria
Elophos jugicolaria là một loài bướm đêm trong họ Geometridae.